# Ancistrocerus parazairensis
Ancistrocerus parazairensis är en stekelart som beskrevs av Giordani Soika. Ancistrocerus parazairensis ingår i släktet murargetingar, och familjen Eumenidae. Inga underarter finns listade i Catalogue of Life.